# Неживий Семен
Неживий Семен (Мусієнко — рідне прізвище, Гончар — січове прізвище, Неживий — повстанське псевдо) (*1744 — після 1770) — один з керівників національно-визвольного повстання проти польського панування у Правобережній Україні в 1768 році, Коліївщини.

## Біографічні відомості
Народився близько 1744 р. в містечку Боровиці (нині — село Чигиринського району Черкаської області) в родині корінного жителя містечка Єреміївки (нині — село Вереміївка Чорнобаївського району на Черкащині) Лук'яна Мусієнка. З семирічного віку тривалий час займався гончарним промислом у Чигирині, а потім пішов на Запорозьку Січ, де був записаний до Уманського куреня під прізвищем Гончар. У 1763 р. переїхав до Суботова, де одружився з місцевою жителькою Явдохою Опанасовою. У них народився син Степан, згодом родина переїхала з Суботова в село Мельники.

## Коліївщина
Семен Неживий — один із кільканадцяти запорожців, що від початку належали до групи Йосипа Шелеста.
З Холодного Яру до Корсуня Семен Неживий прямував разом з усім повстанським військом. Звідти, за наказом М. Залізняка, вирушає через Мошни на Канів. Разом із М. Швачкою захоплює Канів і спалює канівський замок. Під час Коліївщини очолений ним повстанський загін контролював околиці Трахтемирова, Канева, Мошен, Сміли, Черкас і Чигирина; організовував самоврядування за полково-сотенним устроєм, про що свідчать збережені в архівах письмові свідоцтва місцевих громад.
Неживий намагався налагодити зв'язки з сербськими воєначальниками прикордонних команд Російської імперії. Так, 26 червня він був в Крилові і виявив, що всі поляки і євреї сховалися у частині міста на лівому березі Дніпра, що належала до Росії. Тому він вислав до підполковника Хорвата, коменданта російської частини Крилова, листа, в якому писав: «Просимо все майно від них собі забрати, а їх усіх, хоч би й сонних нам передати. Не за маєтки ми боремося, а за те, щоб віра наша християнська від них більше не терпіла». Із цього приводу відбулося побачення Неживого з висланим для цієї мети офіцером російської служби, поручиком князем Іваном Монвеловим. Воно відбувалося на греблі за вказівкою Неживого. На всі вимоги гайдамацкого ватажка російський офіцер навідріз оголосив, що неможливо видавати утікачів, які з'явилися шукати захисту. Неживий зі своїм загоном відійшов з Крилова, встановивши там козацкий порядок і призначивши отамана, як це робилося у всіх житлових місцевостях, що пристали до гайдамацького повстання.
Неживий спілкувався з начальниками команд війська російської імператриці, розставлених у прикордонних форпостах, висловлював їм у своїх відписках причини, що примусили його взятися за зброю, і прикладав при своїх відписках видані йому свідоцтва українських обивателів.

## Полон і заслання
Сербський полковник Федір Чорба, виконуючи наказ імператриці Катерини II про придушення виступу, по-зрадницьки заарештував Семена Неживого під час переговорів 17 (6) липня 1768 р. в Галаганівці, після чого отамана було доставлено до Глинська (тепер — Світловодського району). 8 липня доставлений до Кременчука, потім — до Києва. Згідно з вироком суду, засуджувався до 150 ударів кнутом «и, вырезав ноздри, поставя указные знаки, сослан в Нерчинск вечно на каторгу». Відправлений на заслання з Києва на чолі другої групи колодників.
2 липня 1770 р. обвінчався у двопрестольній Введенській Миколаївській церкві міста Тобольська з вдовою Марією Рубіковою. У жовтні 1770 р. в Омській фортеці зарахований до сибірського козацтва і відправлений на поселення в Піщаний редут Прісногорьківської фортеці (колишнє село Піщанка Північноказахстанської області Республіки Казахстан, ліквідоване 2013 р.). Подальша доля невідома.

## Образ у кіно
У 1933 році режисером Іваном Кавалерідзе було знято фільм «Коліївщина», головним героєм якого став Семен Неживий. Роль С. Неживого зіграв актор Олександр Сердюк. Його Семен вийшов таким колоритним і правдивим, що М. Манізер — автор пам'ятника Т. Шевченку в Харкові, майже фотографічно точно зобразив героя О. Сердюка серед застиглих на п'єдесталі фігур.

## Образ у літературі
Семен Неживий є активною дійовою особою в романах Юрія Мушкетика «Гайдамаки» (1957), Миколи Сиротюка «Великий благовіст» (1983). А найґрунтовніша художня версія постаті Семена Неживого радянського часу міститься у дилогії Миколи Глухенького «Коліївщина» (1966) та «Колії» (1968). Із його образом пов'язана головна сюжетна лінія обох романів.
Також Семен Неживий є головним героєм пригодницького роману про козаків «Отаман Холодного Яру» (2015) сучасного українського автора Сергія Зінченка, уродженця села Мельники Чигиринського району.
Окрім цього, Семен Неживий присутній у романах Миколи Сиротюка «Побратався сокіл» (1965), Юрія Мушкетика «Прийдімо, вклонімося» (1997), трилогії про Коліївщину Віталія Кулаковського і Петра Сиченка: «Ой гук, мати, гук» (повість, 1972), «Ріки виходять з берегів» (повість, 1985) та «Вітер з Холодного яру» (роман, 2008) й інших творах про Коліївщину.

## Образ у мистецтві
Картину «Семен Неживий» в авторській серії «Полковники» створив 1992 року Данило Нарбут. У цій самій серії він зобразив Максима Залізняка, Івана Ґонту та Микиту Швачку. А заслужений діяч мистецтв України, черкащанин Віктор Клименко намалював картину «Семен Неживий у Каневі» (1993).
2014 року художник з Фастова Анатолій Древецький створив картину «Гайдамаки Фастівщини (А. Журба, М. Швачка, С. Неживий)». Вона була першою у серії його робіт, присвячених Коліївщині.
2018 року над образом Семена Неживого працював черкаський скульптор Дмитро Бур'ян.

## Вшанування пам'яті
Вулиця Семена Неживого існує в Галаганівці та Цвітному.
2020 року побачила світ історична монографія Євгена Букета «Семен Неживий — лицар Холодного Яру».